# Galeria Malta
Galeria Malta – nieistniejące centrum handlowe w Poznaniu, oddane do użytku 25 marca 2009 roku, działające w latach 2009–2023. 
Znajdywało się przy skrzyżowaniu ulic Antoniego Baraniaka i Jana Pawła II na Łacinie, wchodzącej w skład jednostki pomocniczej Osiedle Rataje, w bezpośrednim sąsiedztwie Jeziora Maltańskiego i rekreacyjnych terenów Malty. 
Znajdowało się w niej kilkadziesiąt sklepów, punktów usługowych, kawiarni, restauracji, wielosalowe Multikino, salon Empik, klub fitness i plac zabaw dla dzieci. Zajmowała 162 000 m² powierzchni całkowitej, w tym 54 000 m² powierzchni handlowo-rozrywkowej.
Obiekt skomunikowany był z nadbrzeżną częścią jeziora Malta, posiadała bezpłatny wielopoziomowy parking na 1.800 samochodów oraz windy przystosowane na potrzeby osób niepełnosprawnych.

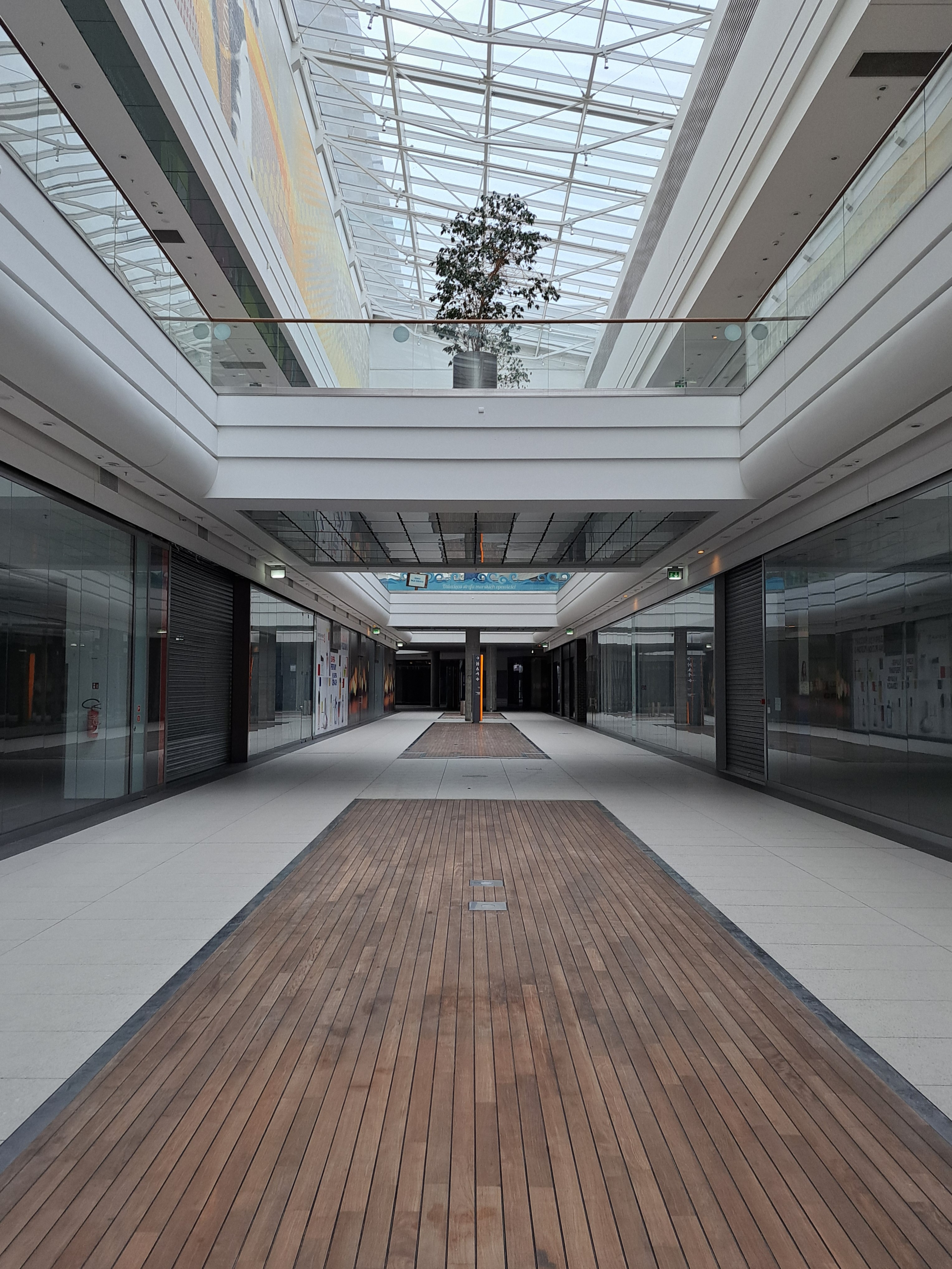
Korytarz opuszczonej Galerii Malta w ostatnim dniu funkcjonowania

Po oddaniu do użytku w 2016 roku centrum handlowego Posnania w Malcie stopniowo zamykano poszczególne sklepy i punkty handlowe – w 2020 roku aż dwie trzecie z nich było pustostanami. W grudniu 2020 roku pojawiły się informacje o pracach nad zmianą miejscowego planu zagospodarowania przestrzennego, co umożliwiłoby zmianę funkcji obiektu. W maju 2023 do Wydziału Urbanistyki i Architektury UM Poznania wpłynął wniosek o rozbiórkę galerii. W lipcu 2023 roku wydano zezwolenie na rozbiórkę obiektu, która ma nastąpić w ciągu najbliższych 3 lat. Ostatni lokal w galerii, klub sportowy Malta Squash, został zamknięty 18 grudnia 2023.  
8 lutego 2024 r. rozpoczęła się rozbiórka budynku. W lipcu 2025 roku galeria została całkowicie wyburzona..